# Wossing
Wossing (ou Wosing, Wossing Bali) est un village du Cameroun situé dans le département du Mezam et la Région du Nord-Ouest. Il fait partie de l'arrondissement de Bali.

## Population
Lors du recensement de 2005, on y a dénombré 1 951 personnes.

## Infrastructures
Wossing est rattaché à l'archidiocèse de Bamenda et abrite un établissement privé catholique créé en 2010, Ancilla Comprehensive College.